# Ligne du Jorat
La Ligne du Jorat est une ancienne ligne de chemin de fer secondaire à voie métrique du canton de Vaud en Suisse qui reliait la ville de Lausanne à la commune de Moudon via la localité du Chalet-à-Gobet. Elle mesurait 23,8 km et comptait 16 stations.

## Histoire
Le 22 avril 1899, la compagnie des chemins de fer électriques régionaux du Jorat est fondée avec son siège social établi dans la commune de Mézières. À l'été 1900, elle entame les travaux de trois lignes à voie métrique dont la ligne du Jorat. En 1902, la construction est achevée et la ligne mise en service de la gare de la Sallaz jusqu'à la gare CFF de Moudon, en passant par la région du Jorat. Une partie des rails de la ligne est issue de l'ancien Chemin de fer du Mont-Cenis, fermé et déferré en 1871.
L'inauguration a lieu le 8 novembre 1902. La ligne sert alors au transport de voyageurs et de marchandises. Les compositions sont formées, en été, de trois voitures de troisième classe et mesurent près de 50 m pour 200 places. Les marchandises transportées sont principalement issues de la production agricole, avec notamment des wagons plats utilisés pour le transport du lait et des légumes.
En 1910, la compagnie fusionne avec les Tramways lausannois. Ceci amène une injection de capitaux d'une valeur de 800 000 CHF et l'engagement des TL d'apporter des améliorations techniques à la ligne, le départ de la ligne est déplacé dans le centre-ville de Lausanne, à la place du Tunnel.
En 1963, la ligne est mise hors-service et est remplacée par une ligne de bus qui porte, en 2022, le no 10.362. Depuis 2008, cette ligne a son terminus à Épalinges (Croisettes), où elle est interconnectée au métro M2.

## Infrastructure

### Voies et tracés
La ligne part de la station du Tunnel à Lausanne où elle monte jusqu'à la gare de la Sallaz. Entre ces deux stations, les trains montant s'arrêtaient aux stations la ligne de tramway no 6/16 pour prendre les voyageurs se rendant au-delà de la Sallaz, mais ne laissaient descendre personne et de même, les trains descendant de la Sallaz au Tunnel s'arrêtaient aux stations intermédiaires pour laisser descendre les voyageurs, mais n'en laissaient monter aucun. De là, la ligne continue en montant et passe par les stations des Croisettes et d'Épalinges jusqu'à la station En Marin où se trouve une connexion avec la ligne partant de cette même station pour rallier Savigny. Puis la ligne grimpe jusqu'au Chalet-à-Gobet. Elle atteint son point culminant peu après cette station, à une altitude de 929 m. La ligne redescend alors jusqu'à la gare de Mézières. Là se trouvaient alors les dépôts de la compagnie. Il s'agissait de la plus importante de toutes les stations de la ligne. La ligne continue alors de descendre en direction de Moudon. À la hauteur de Bressonaz, la ligne traverse la Broye sur le pont de Bressonaz puis rejoint le tracé de la ligne de la Broye longitudinale qu'elle côtoie jusqu'à son terminus, la gare CFF de Moudon.
La ligne utilise des rails à gorge Phoenix de type 5 F à 30,5 kg/m qui seront progressivement remplacés par des rails à gorge Phoenix de type 5 E à 36,2 kg/m, 39 A à 58,1 kg/m et 18 C à 49,5 kg/m.

### Alimentation électrique
La ligne est électrifiée dès le début sous une tension continue allant de 750 à 900 V. L'alimentation électrique est assurée au moyen d'un perche trolley et ligne aérienne de contact (LAC)[réf. souhaitée].